# زنان ایرانی در سده‌های میانه
زنان ایرانی دوران میانه از نظر حقوق و جایگاه و… در دوران گوناگون، وضع گوناگونی داشتند.

## غزنویان (۳۵۱-۵۸۲)
زنان در دوران غزنویان حضور اجتماعی و سیاسی کمرنگی داشتند. با وجود اینکه آنان خود ترک بودند، کمرنگ‌تر از دوره‌های بعدی بوده‌است که ازجمله علل آن عدم آمادگی مردم ایران و تأثیرپذیری سلطان‌ها این دوره از قوانین دین اسلام بوده‌است. ازدواج‌های متقابل سیاسی بسیار رایج بوده‌است؛ بدین گونه که فرمانروایان برای آسوده‌خاطرشدن از جانب حاکمان دیگر، خواهر یا دختر یکدیگر را به نکاح خود در می‌آوردند.
در این دوره مهریه‌ها و جهیزیه‌های بسیار مفصل رایج بود. بانوان به‌طور غیرمستقیم در برخی مسائل سیاسی مانند مسئله جانشینی سلطان‌ها یا بستن پیمان‌های صلح و مانند آن نقش داشتند. از موارد دخالت‌های غیرمستقیم برخی از بانوان درباری از پشت پردهٔ حرمخانه می‌توان به دخالت‌های خواهر سلطان محمود غزنوی برای به قدرت رسیدن سلطان مسعود غزنوی اشاره کرد.
در این دوره حرم‌سراهای حاکمان پر از زنان عقدی، غیرعقدی و کنیزان بود. شماری از آنان که خوشبخت‌تر و خوش‌شانس تر بودند، برای خود مقام و منزلتی داشتند و تشکیلات مستقل و مفصل و خدمتکاران مختلف داشتند.

## سلجوقیان (۴۲۹-۵۹۰)

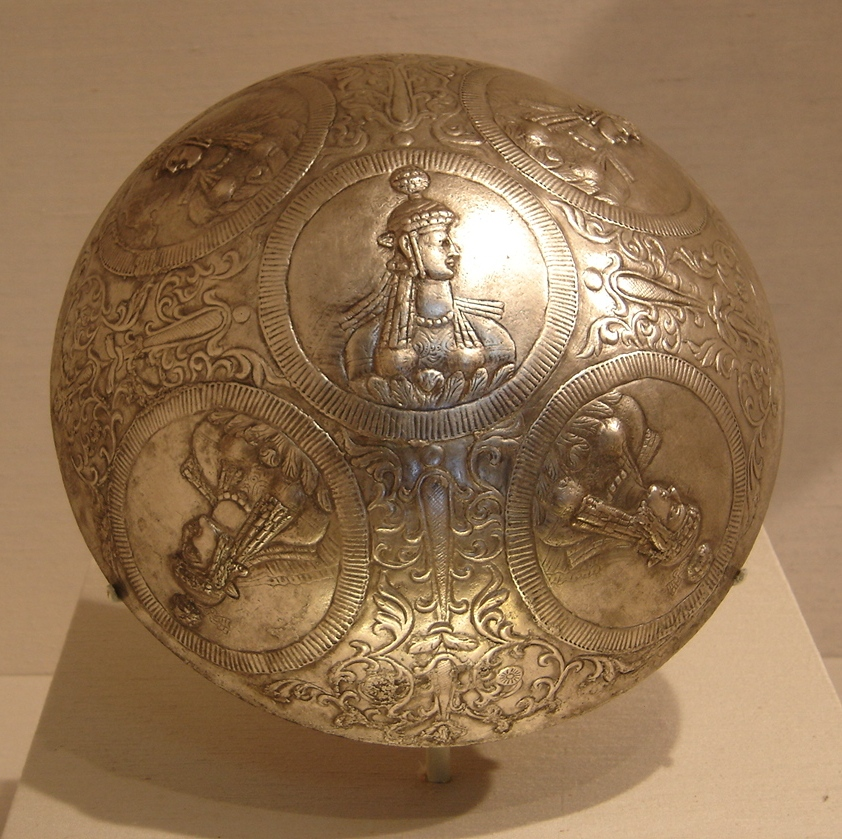
جام نقره‌ای از دوره ساسانیان. احتمالاً متعلق به یکی از زنان دربار نرسه. موزه هنر متروپولیتن نیویورک.

در دوره سلجوقیان بانوانی که به سلطنت و حکومت می‌رسیدند یا آنانی که مستقیم یا غیرمستقیم در کار حکومت شوهر یا فرزندان خود شریک بودند بسیار است.
در این دوره تعصبات مذهبی دوره غزنوی کم شده بود و زنان آزادی بیشتری داشتند. به ویژه بانوان ترکی که نزدیکی بیشتری با دربار داشتند. از طرف دیگر شمار بانوان ترک وابسته به قبیلهٔ قنق که سلجوقیان نیز از آن بودند زیاد شد بود و در نتیجه تأثیرات سنت‌های قبیله‌ای ترکان بیشتر شده بود. در این دوره بانوان ترک کم‌کم مقام و جاهی را که در وطن قبلی خود در آسیای میانه داشتند، بدست آوردند و در مواردی برخی از آنان به مقامات مهم‌تری چون سلطانی و حاکمانی رسیدند. در این دوره کم‌کم بانوان از پس پرده بیرون آمدند و موقعیت خود را در اجتماع پیدا کردند و علت اصلی این شرایط مساعد افزایش نفوذپذیری سنت‌های قبیله‌ای و کاهش تظاهر و تعصبات مذهبی بود.
در این دوره با افزایش تسلط ترک‌ها در امور حکومتی، حضور و نقش بانوان ترک در سیاست نیز بیشتر شد.
مشهورترین زن این دوره ترکان خاتون بود که در امور سیاسی کشور دخالت مستقیم داشت و در سلطنت شوهرش با او شریک بود.
از جمله کارهای او دخالت در بر کناری خواجه نظام‌الملک (وزیر معروف ملکشاه) از وزارت بود.

## مغول

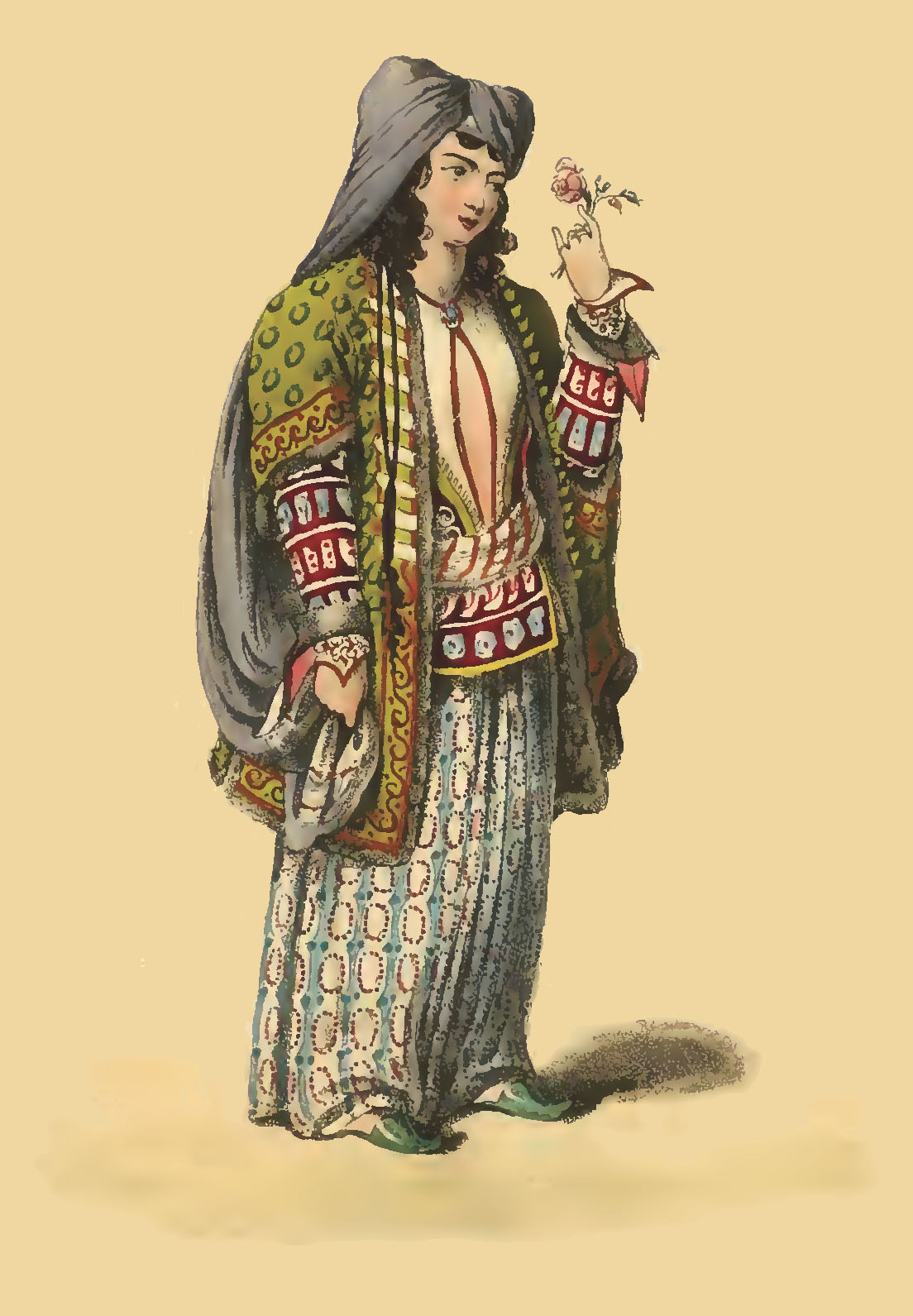
تصاویر بالا با عنوان دختر پارسی و تصویر پایین با عنوان دختر پارسی با چادر در توسط جهانگرد انگلیسی رابرت کر پورتر در عصر فتحعلی‌شاه رسم شده است.

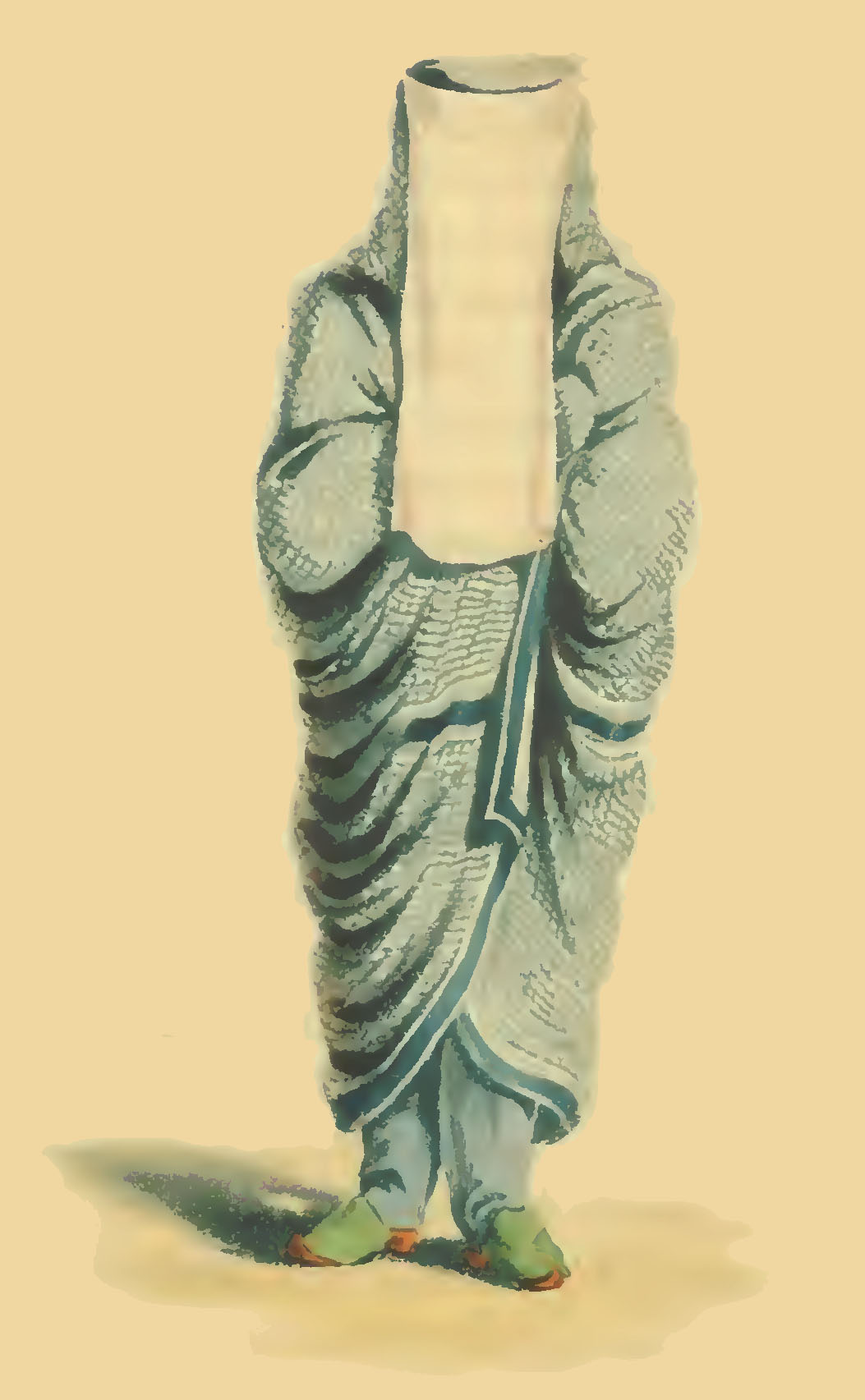

دوران مغول از نظر آزادی و قدر و منزلت بانوان در مقایسه با دوره‌ها دیگر کاملاً استثنائی و بی‌نظیر بود. در واقع در دوره‌های گوناگون تاریخ ایران پس از اسلام زنان هرگز رسماً در امور سیاسی کشور مشارکت نداشتند. در سده‌های متمادی این تاریخ، یک دوران استثنایی از این لحاظ وجود دارد. در این دوران تا حدودی دوران برابری زن و مرد بوده‌است. در ایران، هیچ‌گاه زنان به اندازۀ این دوران، توانایی و قدرت نداشته‌اند و در امور حکومت سهیم نبوده‌اند.
همسران و دختران سلطان‌های مغول، قدرت و احترام بسیاری داشتند و زن اول سلطان مهم‌تر از سایر بانوان دیگر او بود و در کارهای شوهرش نقش داشت. زنان اول سلطان‌ها دست کم یکبار در عمر خود شانس سلطنت داشتند. برای نمونه اگر شوهرش می‌مرد، باید برای تعیین جانشینی او شورایی تشکیل می‌شد و تشریفات تشکیل این شورا لااقل یک سال طول می‌کشید و در آن مدت همسر اول سلطان مطابق قوانین مغول امور حکومت را بر عهده می‌گرفت. گاهی نیز اتفاق می‌افتاد که سلطان بنا به دلائلی مانند بیماری قادر به انجام وظائف نبود و در این شرایط همسر او یا مادرش امور حکومت را بر عهده می‌گرفت و این شرایط تا حل و رسیدگی موضوع یا تعیین جانشین دیگر ادامه داشت.
زمانی که سلطان جدید تعیین می‌شد، همسر او که در واقع مادر بزرگ‌ترین فرزند مذکر او بود نیز به عنوان خاتون معرفی شده و تاجی بر سر می‌نهاد. این خاتون‌ها خود درباری مجزا داشتند و هر خاتونی برای دربار خود بودجه مشخصی داشت. غالباً هر خاتون شهر یا ولایتی داشت که از درآمدش برای دربار خود استفاده می‌کرد. 
مهمانی‌های خاتون‌ها و شرکت آنان در مجلس سلطان نیز تشریفات خاصی داشت. هر یک از آنان دستگاهی مانند دستگاه حکومتی داشتند که شامل افرادی مانند منشی، معتمد و... بود.
وظیفه اصلی معتمدان سرکشی به ولایت‌های بود که به خاتون آنان اختصاص داده شده بودند، آنان در واقع بر منزل‌ها، دکان‌ها و مزارع و اجاره دادن آنان نظارت داشتند. محافظت از جواهرات و لباس‌های گران‌بهای خاتون‌ها ار وظایف دیگر آنان بود. خاتون‌ها همچنین تعدادی کنیز و غلام و خواجه و تعدادی سپاهی برای محفاظت از دربار او داشتند. هزینه همه این خدمتکاران از خزانه خاتون تأمین می‌شد. با وجوداین مخارج، عایدات بسیاری وارد خزانه خاتون‌ها می‌شد، طوری که حتی مبالغی ذخیره می‌شد. در واقع طی دورهٔ امپراتوری مغول این خاتون‌ها ثروت بسیاری جمع کرده بودند و هر کدام خدم و حشم جداگانه‌ای داشتند.
در این دوره وظیفه اصلی زن در خانواده، فراهم آوردن آسایش شوهر و نظارت بر وضع سلاح و ساز و برگ جنگی او و تأمین آسایش خانواده و کودکان بوده‌است.
بانوان ترک و مغول عموم نجیب و پاکدامن بودند و به رعایت عفت عمومی اهمیت زیادی می‌دادند. بی‌احترامی به عفت عمومی و هتک ناموس از گناهان بزرگ محسوب می‌شد و مجازات‌های سختی داشته‌است. آنان در حقیقت نیازی به پوشاندن روی و موی خود نمی‌دیدند؛ زیرا بنابر رسم آنان این مردان بودند که باید چشم خود را از نگاه به بانوان نامحرم می‌بستند.
مارکوپولو که مدتی در میان قبائل ترک و مغول زندگی کرده و با رسوم آنان از نزدیک آشنا شده بود، می‌نویسد: زن‌های تاتار (ترک و مغول) از لحاظ عفت و عصمت و وفاداری و وظیفه‌شناسی در برابر شوهرانشان بی‌نظیرند و مردان نیز نسبت به بانوان خود وفادار و مهربان‌اند؛ از این رو همیشه در خانواده صلح و صفا برقرار است. از دهان بانوان هرگز سخنان زشت شنیده نمی‌شود. پاکدامنی و حجب و حیایشان شایان توجه و قابل تحسین است (سفرنامهٔ مارکوپولو ص ۸۸).
بانوان ترک با مردان در حقوق با آنان برابر و در یک ردیف بودند. در تأمین لزومات زندگی زن و مرد با هم تلاش می‌کردند و حتی شاید بانوان در این کوشش نقش پررنگتری داشتند.
این آزادگی در اوضاع بانوان ایران نیز بی‌تأثیر نبود و سبب شد که آنان نیز در صحنهٔ زندگی برای رسیدن به آسایش و رفاه، با مردان مشترکاً تلاش کنند و بانوی حرم تنها وسیلهٔ لذت مردان یا دستگاهی برای تولید مثل نباشند. در اثر همین تحولات، ارزش و احترام و اهمیت بانوان ایرانی نیز در نزد مردان نسبت به گذشته افزایش یافت.
در این عصر هر زنی برای خود اموال شخصی داشت و چون مغول‌ها بانوان متعدد می‌گرفتند شوهر می‌توانست هر روز در مسکن یکی از بانوان که جدا از یکدیگر بودند به سر برد.
در این دوره مقام زن در میان مردم بیشتر از مقام مرد است و محترم شمرده می‌شد.
بانوان در دوره مغول آزادی کامل داشتند و مذهب خود را خودشان انتخاب می‌کردند. این آزادی تا این حد بود که آنان می‌توانستند دینی غیر از دین شوهر خود داشته باشند. مغولان تعصب دینی نداشتند ولی گاهی سلطان یا شخصیتی تحت تأثیر همسرش و برخلاف مذهب خود دستورهایی در این زمینه صادر می‌کرد که نتایج مهم سیاسی یا اجتماعی داشته‌است. قدرت و اهمیت زن بیش از همه در طبقات متوسط می‌گشت. در این طبقه نقش زن مهم‌تر و مؤثرتر از مرد بوده‌است. و در اینجاست که تقریباً به برابری زن با مرد آگاه می‌گردد.
در نزد خان‌ها گذشته از زن اول، چند خاتون دیگر نیز مقام اصلی و بالاتری از دیگر بانوان داشتند که به‌مناسبت زیبائی یا اهمیت سیاسی در ردیفی بالاتر از دیگران قرار می‌گرفتند.

### ازدواج در دوران مغول
در دوران مغول آنقدر ازدواج امری مهم بود و حتی مردگان را نیز به عقد هم در می‌آوردند. در این دوره ازدواج آداب و رسوم خاص خود را داشت که ترتیب خاصی که منطبق با مقتضیات و خواست‌های قبیله‌ای بوده‌است. پسران و دختران در قوم مغول خیلی زود ازدواج می‌کردند. در بین سلطان‌ها و بزرگان پس از انجام مراسم عروسی، نامه‌های تهنیت و سپاسگزاری می‌فرستادند. زن یا مرد تنها به ندرت یافت می‌شد. در قوانین ازدواج تلاش می‌کردند تا هر کس بتواند همسری با شرایط گوناگون برای خود بیابد. به‌خصوص ماندن دختر در خانه پدر و به شوهر نرفتن او پسندیده نبود. طوری که سرنوشت هر دختری این است که به مردی داده شود. تعدد زوجات به اندازه‌ای عادی بود که خیلی کم بین بانوان یک مرد مشاجره یا حسادت بروز می‌شد. به‌خصوص که خانه‌های آنان از یکدیگر جدا بود و همه از حقوق برابر برخوردار بودند. نخستین همسر هر مرد بزرگ‌ترین و مهم‌ترین زن او بود و مردان با همه خویشان خود به‌استثنای مادر، خواهر، دختر و عروس می‌توانستند ازدواج کنند. خواستگاری رسومی داشت و هدایائی میانشان رد و بدل می‌شد. جهیز و مهر نیز از راه خاص متداول بود و خان‌ها وسلطان‌ها همچنانکه مالک آب و خاک قلمرو خود بودند، مالک دختران و بانوان ساکن در این قلمرو نیز بودند، و هر دختری را که می‌خواستند مال خود می‌کردند.

### جهیزیه در دوران مغول
در دوران مغول جهیزیه بسیار مهم بود. در آغاز دوران حکومت مغول (تا سده ۱۳ میلادی یا ۷ هجری) رسم فرستادن جهیز همراه دختر معمول بود و چگونگی و نوع آن بستگی به زندگی قبیله‌ای داشت و براساس دارایی قبیله و پدر متفاوت بود. به‌طور کلی ترتیب جهیزیه از این قرار بود که عروس هنگامی که به خانه شوهر می‌رفت زنی وی را همراهی می‌کرد که او را اینجه می‌نامیدند. این زن از آن پس به خانواده داماد تعلق می‌گرفت.

### طلاق در دوران مغول
در تمام متون و کتاب‌ها به هیچ موردی که از جدائی زن و مرد مغول با سنت‌های قبیله‌ای اشاره نشده‌است. تنها مارکوپولو در سفرنامه خود اشاره می‌کند که نزد تنگقوت‌ها اگر شوهری ببیند زنی با دیگر بانوان او خوش‌رفتاری نمی‌کند یا معایب دیگر دارد می‌تواند او را از خانه بیرون کند. فقط در دوره ایلخانی و پس از اسلام آوردن ایشان طلاق نیز معمول گردید.

### مهریه
در سنت مغولان و در دوران اولیه حکومت آنان به رسم پرداخت مهریه برمی‌خوریم.
در دوره ایلخانی و پس از رسمی شدن دین اسلام در این سلسله، مهریه نیز متداول شد که در بین سلطان‌ها و شاهزادگان و فرماندهان اندازه آن بسیار زیاد است.